# ダズル迷彩

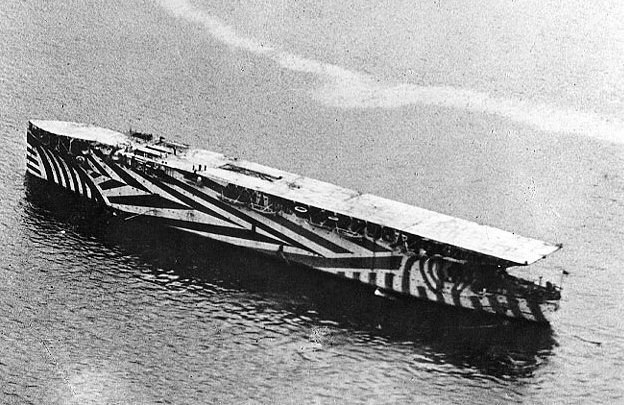
ダズル迷彩を施されたイギリス海軍空母アーガス（1918年）

ダズル迷彩（ダズルめいさい、英語: dazzle camouflage, razzle dazzle, dazzle painting）は、艦船の船体外装に全面的・全体的に施される、塗装による迷彩の一種。特に第一次世界大戦中に多くみられた。第二次世界大戦以降では数こそ大きく減ったが、存在している。イギリス人画家ノーマン・ウィルキンソンの発案によるもので、対照色で塗装された複雑な幾何学模様で構成されていた。日本語には英語 "dazzle" の意訳を基にした和製漢語「幻惑迷彩（げんわく めいさい）」もある。

## 原理
迷彩とは本来、対象物を周囲に溶け込ませ目立たなくさせるためのものであり、その定義からすればこのダズル迷彩は逆に注意をひきつけるため、有効とは思えない迷彩である。しかしこの迷彩は、常に変化するあらゆる天候において艦船を完全に目立たなくすることはできないという考えから編み出された。
ダズル迷彩は、艦船の艦種、規模、速度、進行方向などの把握、光学測距儀（レンジファインダー）による測距などを、迷彩がない場合より難しくする（言い換えると船を目立たなくさせる）のではなく、敵の射撃管制を混乱させることを意図している。たとえば、船首と船尾との識別が困難であるだけでなく、見る側に近づいて来るのか逆に遠ざかっているのかもわかりにくい。
レンジファインダーは光学視差の原理によるもので、オペレータが2つの対物レンズから取り込んだ別々の画像を調整し、1つの画像に一致させることで対象物への距離を測定する。ダズル迷彩はこれも難しくする。複雑なパターンにより、対象物の2つの画像が一致した瞬間でも乱れているように見える。これは潜水艦の潜望鏡にこの種のレンジファインダーが装備されるようになるとさらに意義を増した。偽の船首波を描いたパターンは、船足を誤認させる効果を意図していた。
このダズル迷彩は、デザインや配色を変えることで迷彩効果を向上させる実際的な検証方法がなかったにもかかわらずイギリス海軍本部に採用された。ダズル迷彩は他国の海軍でも採用された。その結果、迷彩効果をさらに高める配色方式についてより科学的な研究が進められることとなった。あまりに細かい模様を描く方式は、遠距離では個々の模様がまるで見えなくなるため、「幻惑効果」にプラスでもマイナスでもないとされた。いろいろな距離を考えた場合、迷彩を施した艦船のある距離での視認性は、表面の有効平均反射率、色相、彩度といった科学的に測定可能な要素だけで決まる。
イギリスでは陸軍が1916年の終わりに陸上使用のための迷彩研究の部署を設立した。海軍では1917年に、ドイツの無制限潜水艦作戦によって商船の被害が大きくなり、迷彩が改めて注目された。海洋画家のノーマン・ウィルキンソンが乱れた縞模様を用いて艦船の速度、寸法を誤認させるシステムを考案した。当時イギリス海軍の巡視艇の佐官であったウィルキンソンは、まずダズル迷彩の原型となるものを商船「インダストリー（Industry）」号に施した。イギリス海軍の艦艇で最初にダズル迷彩が施されたのは、1917年8月の「アルセイシャン」（Alsatian）である。
イギリスで使われたダズル迷彩に同じパターンは存在せず、当初は室内で小さな木造模型を用いて潜望鏡でのテストが実施されている。この模型の塗装はほとんどがロイヤル・アカデミー・オブ・アーツに在籍していた女性たちが手がけ、これらのデザインを拡大して本物の艦船に塗装した。迷彩のデザインは彫刻家、画家、舞台美術家などが行なった。ヴォーティシズムの画家エドワード・ワズワースは、2,000以上の軍艦の迷彩を指導した。第一次世界大戦後のワズワースの絵画には、ダズル迷彩の艦船を描いた作品がある。

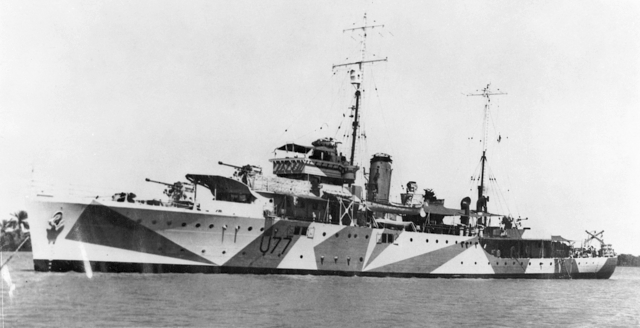
ペルシア湾を航行するオーストラリア海軍艦「ヤラ」（1941年8月）
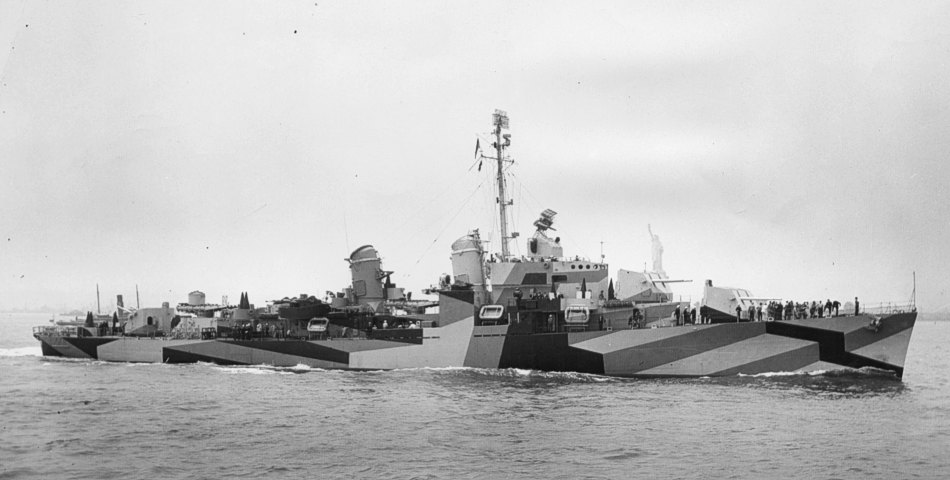
アメリカ海軍駆逐艦「チャールズ・S・スペリー」（1944年）
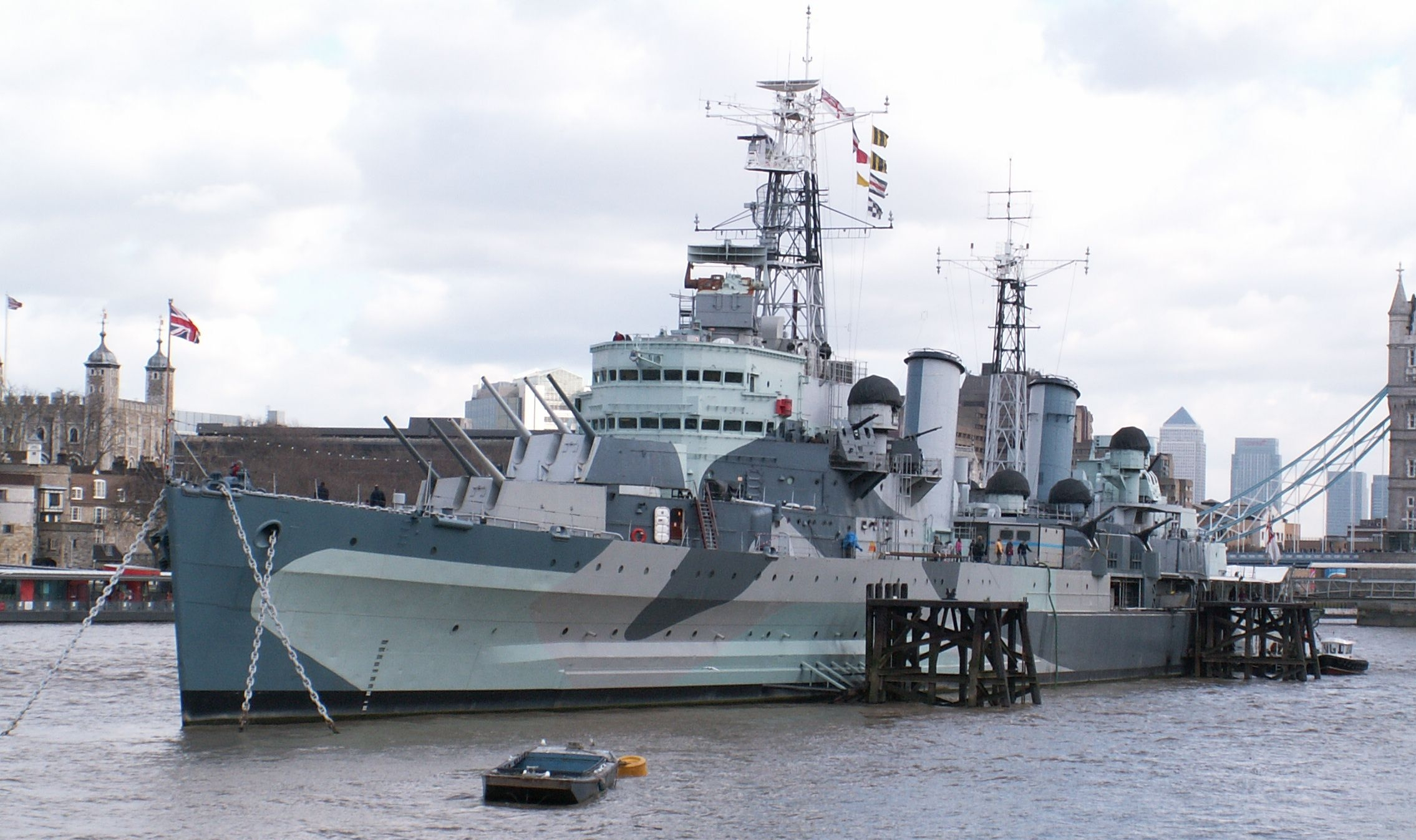
イギリス海軍軽巡洋艦「ベルファスト」現在は展示艦として帝国戦争博物館が所有している（2004年）
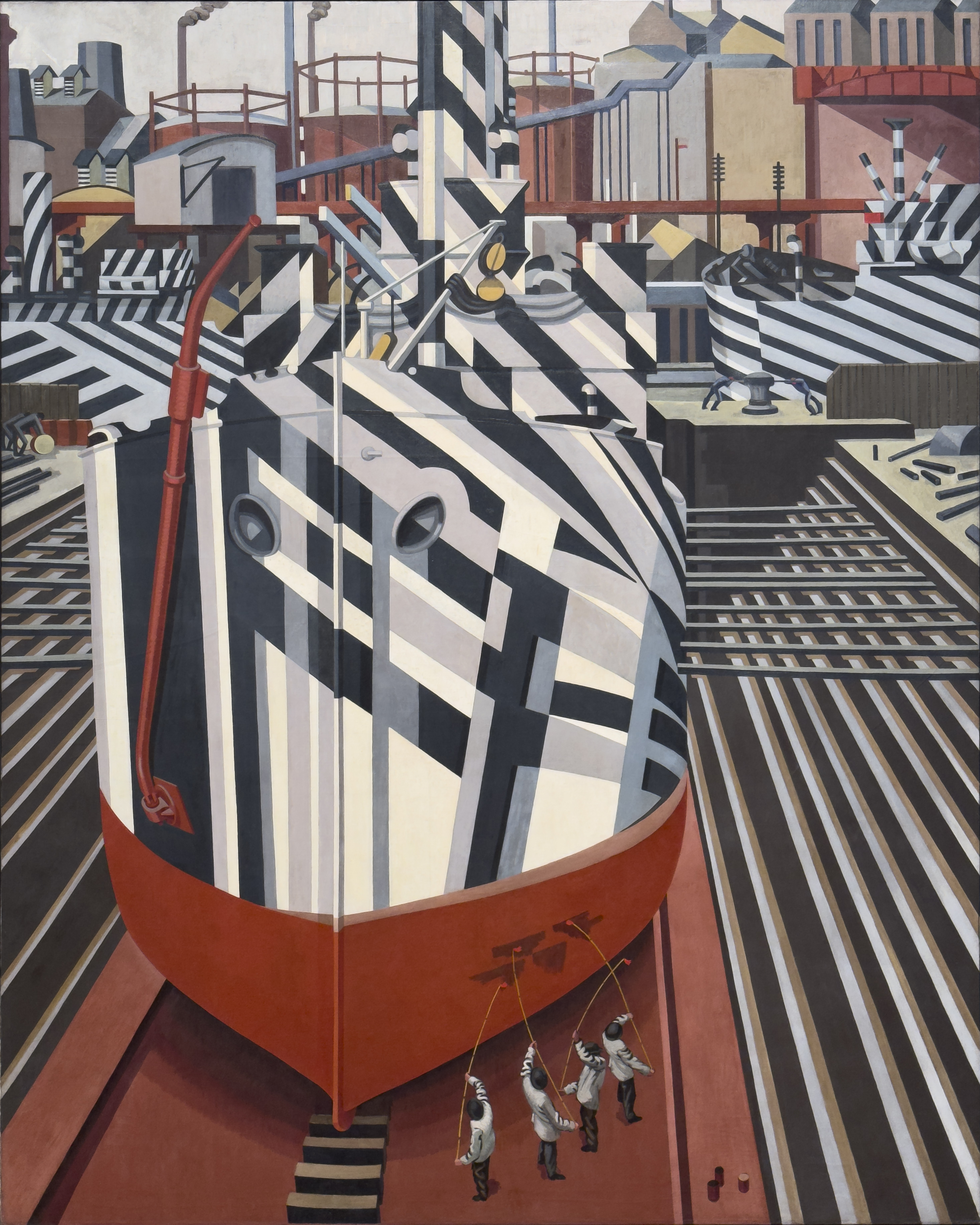
"Painting of Dazzle-ships in Drydock at Liverpool"　エドワード・ワズワースが描いたダズル迷彩の艦船（1919年）

## 第一次世界大戦
第一次大戦当時はダズル迷彩の有効性はまったく不明であったが、それでも正式採用された。イギリス海軍本部では、潜水艦からの攻撃に対しては効果がないとしたが、乗員の士気向上には効果的であると評価した。さらに、港に繋留されたさまざまなデザイン、色彩で塗装された数百の軍艦は、直接戦闘に参加していない民間人の士気高揚にも効果をあらわした。
1919年の講演で、ウィルキンソンは以下のように語っている。
両世界大戦を通じてイギリスでは、キュナード・ラインのような船会社の外洋航行能力を持った船は海軍に徴用され、重要な役割を果たした。これら民間船も武装され、他の軍艦同様に迷彩が施されている。ホワイト・スター・ラインのオリンピックやカナディアン・パシフィック・スティームシップス のエンプレス・オブ・ロシア)などが輸送艦に改装された際にダズル迷彩に塗装されている。

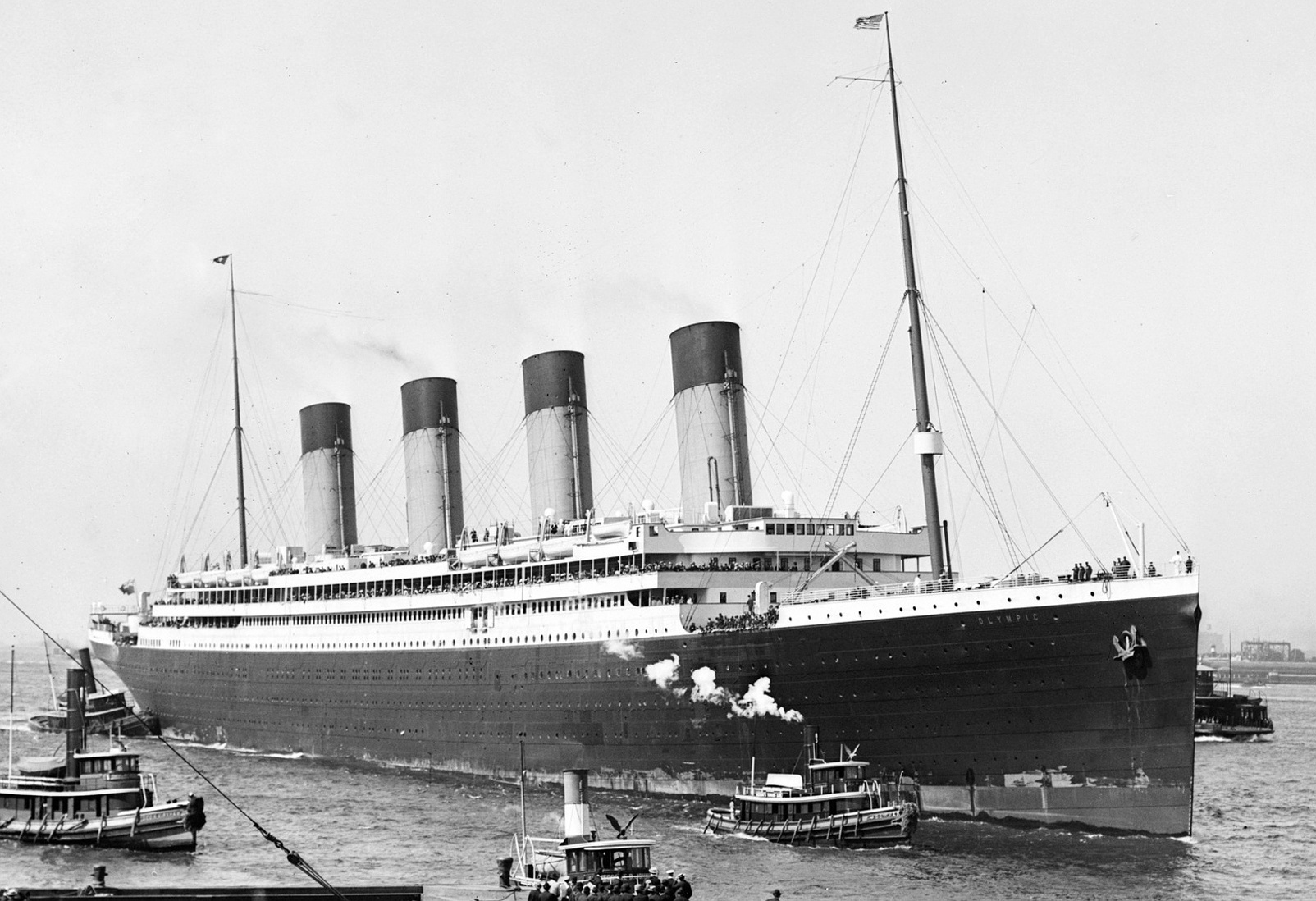
旅客船時代のオリンピック（1911年）
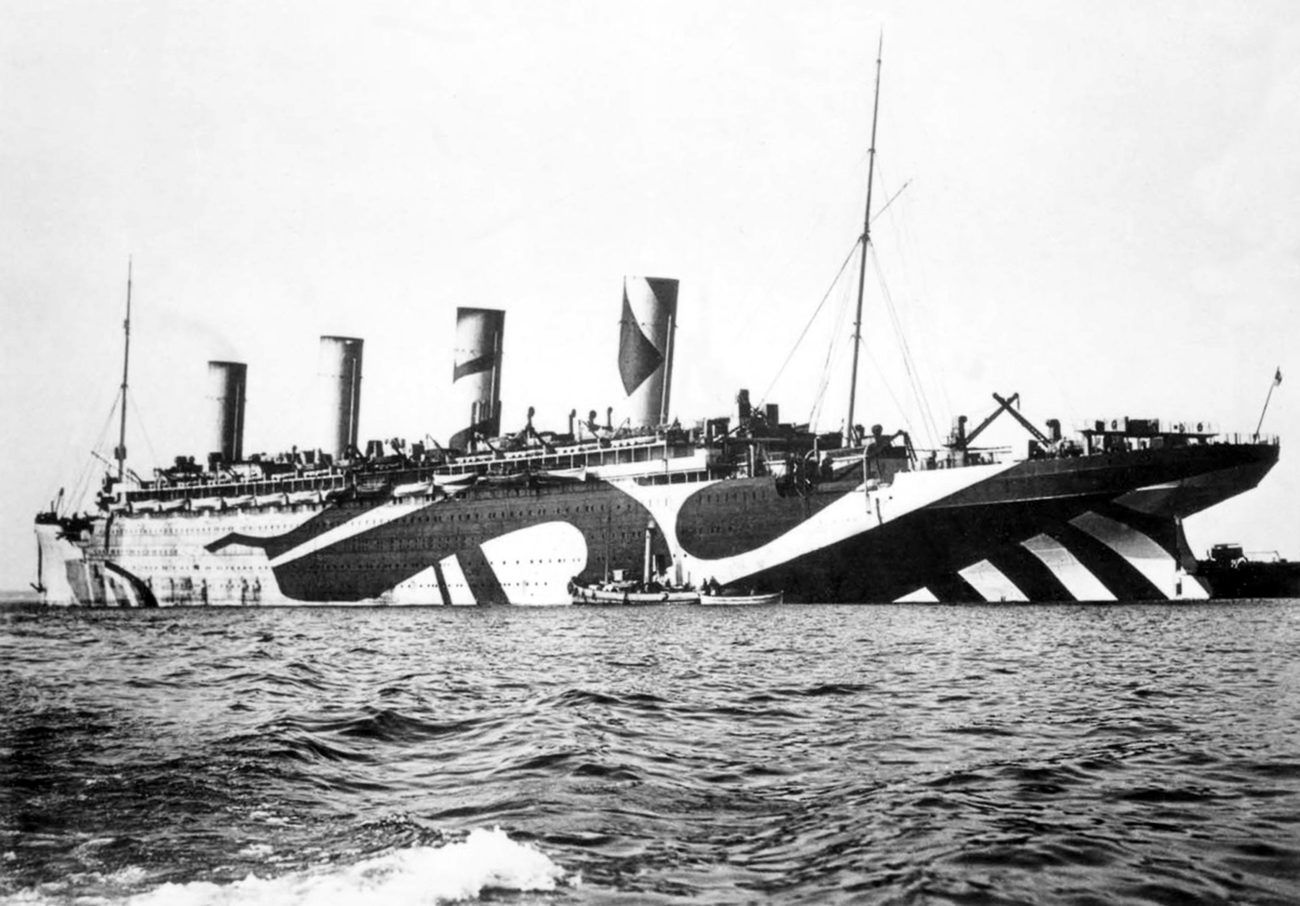
ダズル迷彩を施されたオリンピック（1915年）
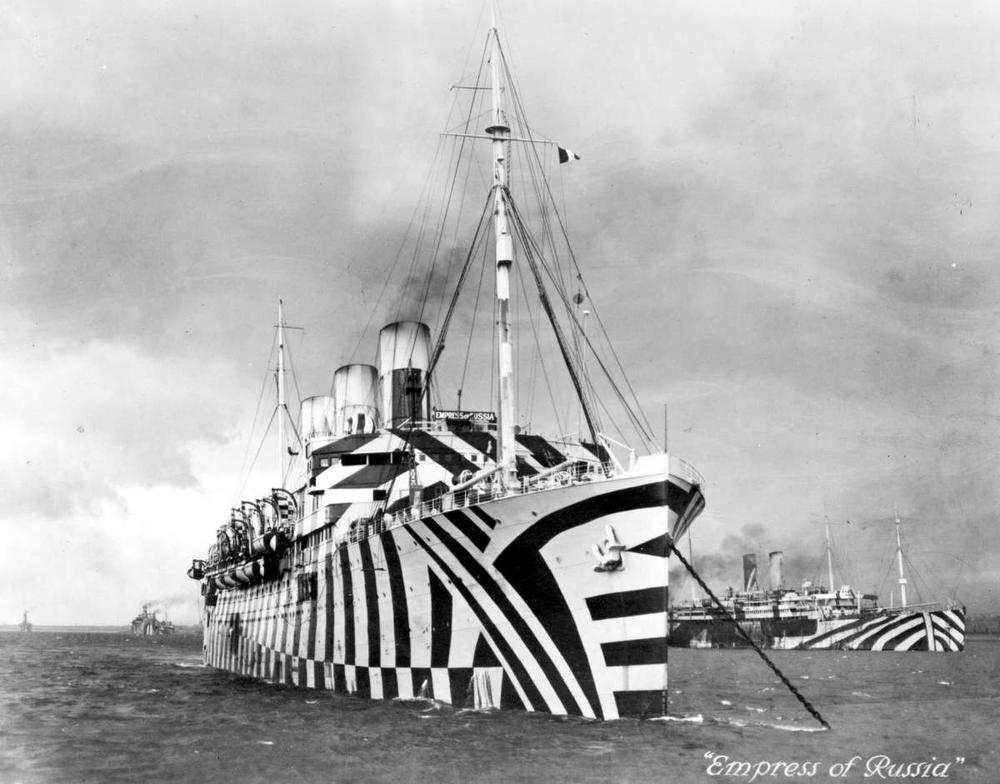
ダズル迷彩を施されたエンプレス・オブ・ロシア（1918年）
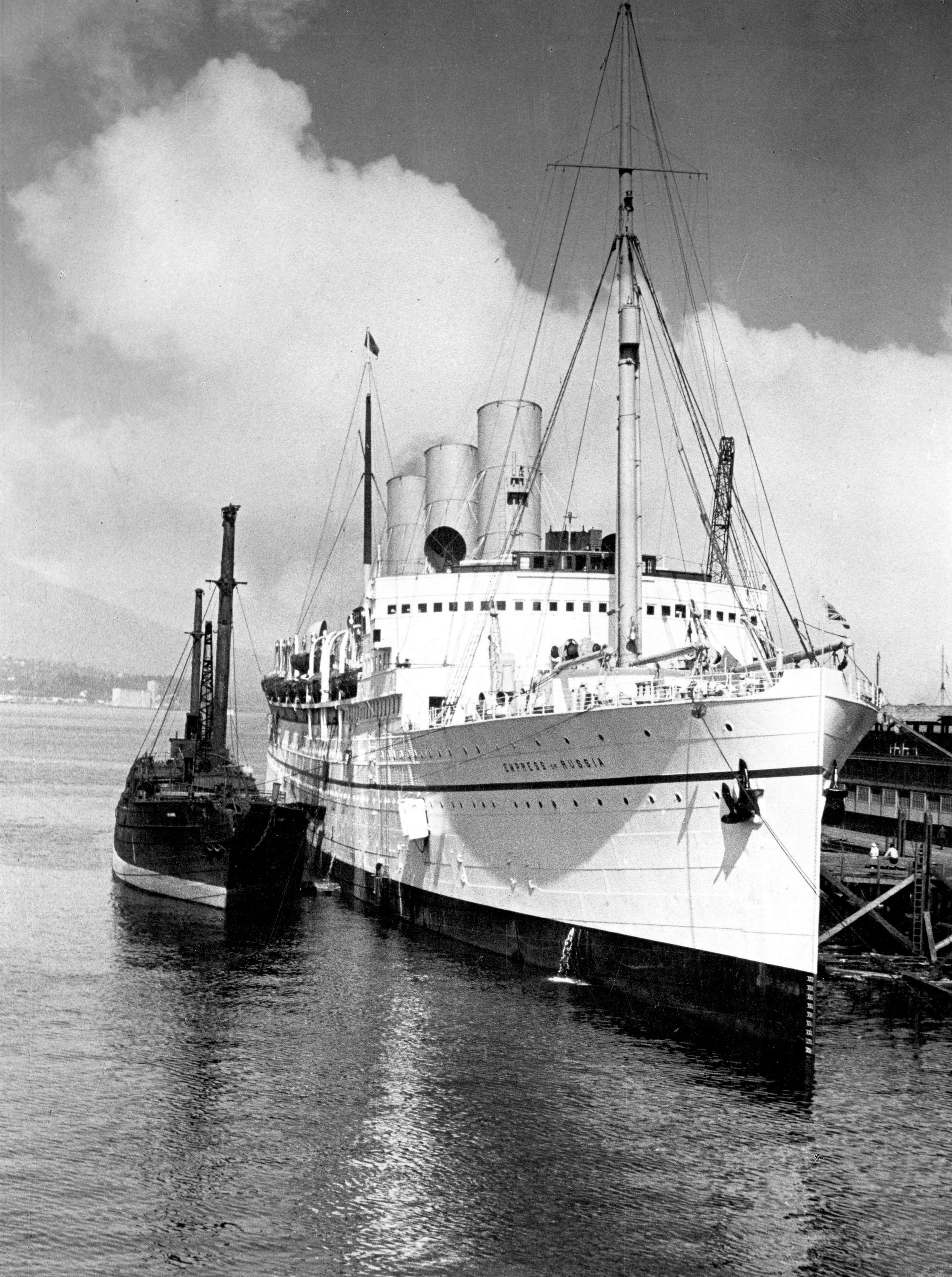
元の塗装に戻されたエンプレス・オブ・ロシア（1930年）

## 第二次世界大戦
ダズル迷彩は第二次世界大戦終結まで使われ続けた。第一次世界大戦での効果がどの程度であったかはともかく、レンジファインダーや航空機の発達にともなってその効果は薄くなり、第二次世界大戦ではレーダーがさらに迷彩の効果を減じることとなった。
アメリカ海軍の首脳陣もダズル迷彩は有効であるとして、1918年に迷彩技法のひとつとして採用した。第二次世界大戦でもテネシー級戦艦とエセックス級航空母艦の一部にダズル迷彩を採用している。施されたデザインは無原則なものではなく、計画、審査を経て標準化されたのちに艦隊全体に適用された。アメリカ海軍では灰色2色に黒を曲線的に配置する雲形迷彩（Ms.32/22D）も使われており、ミズーリなどに採用された。
イギリス海軍では引き続き空母や戦艦などの大型艦に採用したが、1950年代には灰色の単色塗装に改められた。
日本海軍では戦艦の主砲塔などにダズル迷彩を施した例（榛名など）もあったが、効果を発揮しなかったとされる。

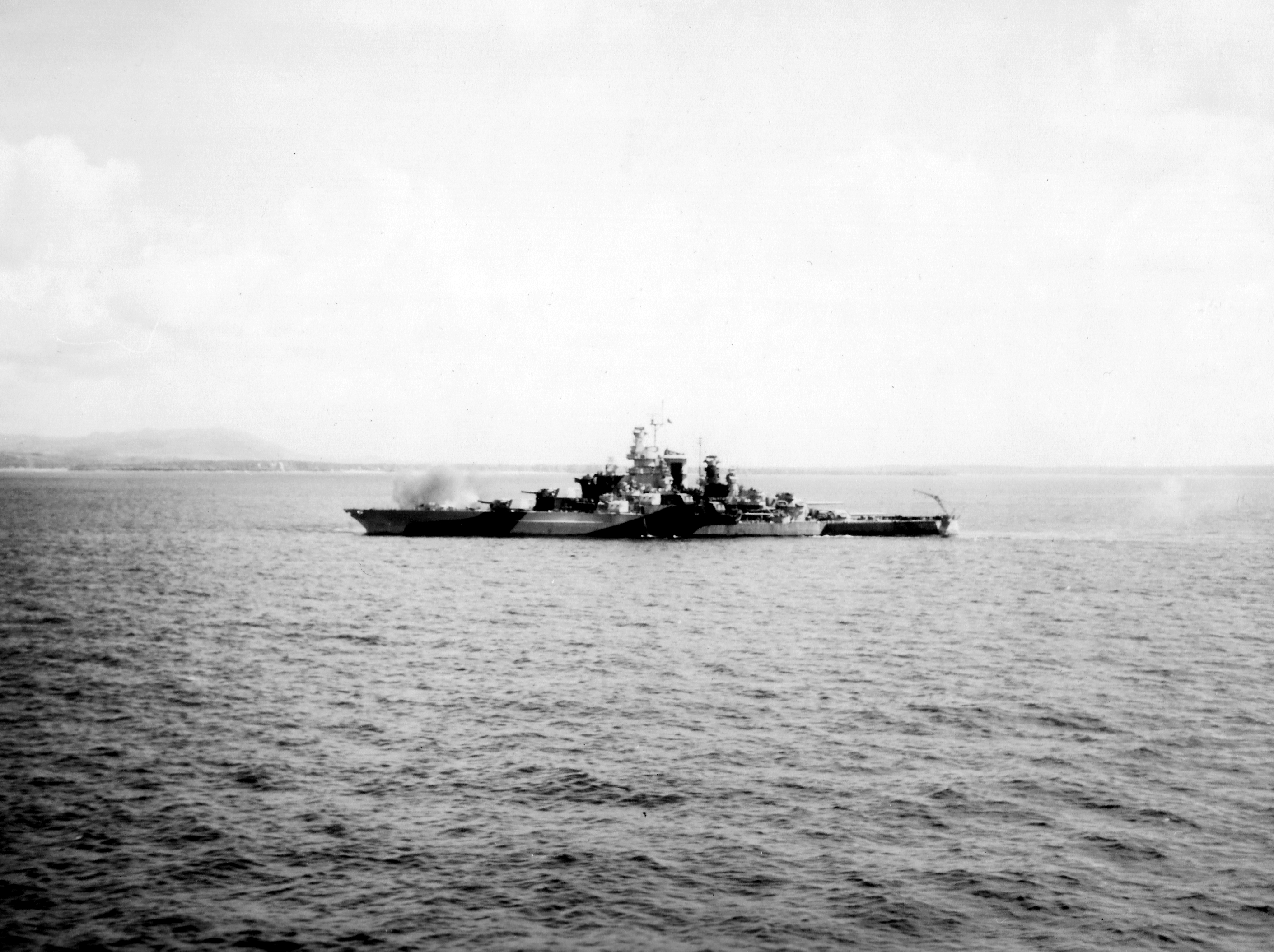
アメリカ海軍の戦艦テネシー（1944年）
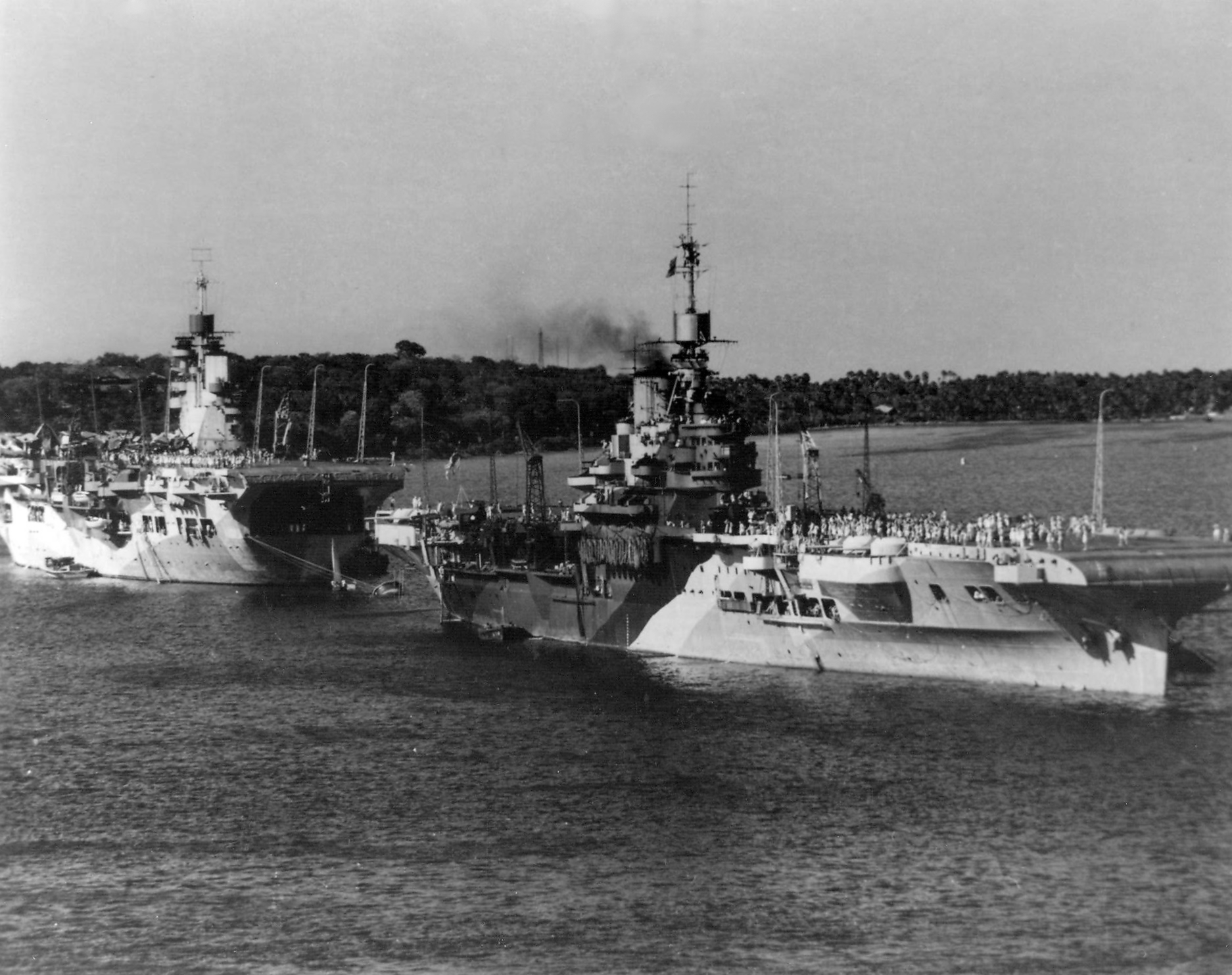
イギリス海軍の空母ユニコーン（左）とイラストリアス（1944年）
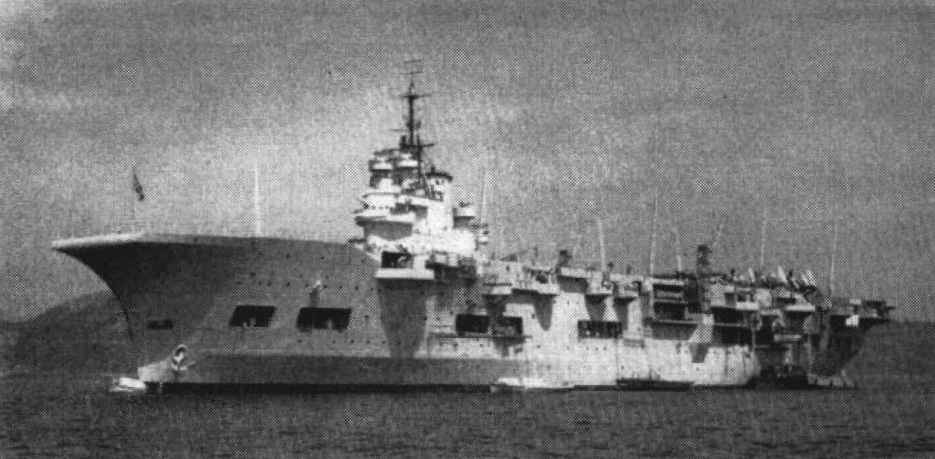
灰色の単色塗装に改められたユニコーン（1951年）
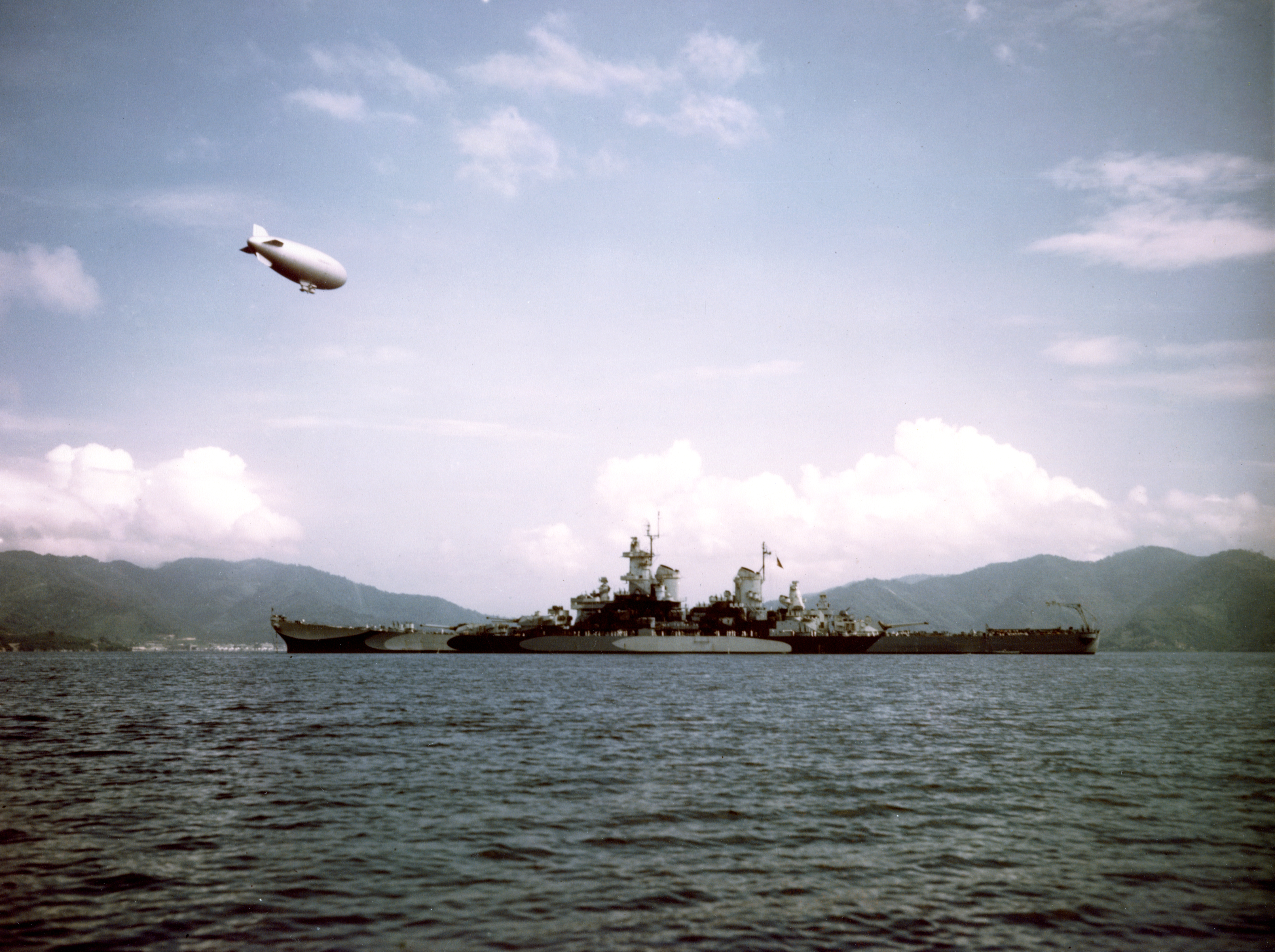
雲形迷彩のミズーリ（1944年）

## 現代での使用例
ダズル迷彩は塗装に手間がかかるなどコスト面で不利なため、第二次世界大戦が終結し各国で軍の予算が縮小されると、灰色の低視認塗装が主流となった。
北欧諸国など一部の国は、沿岸海域や河川で活動する艦船に幾何学的なパターンの迷彩を採用している。

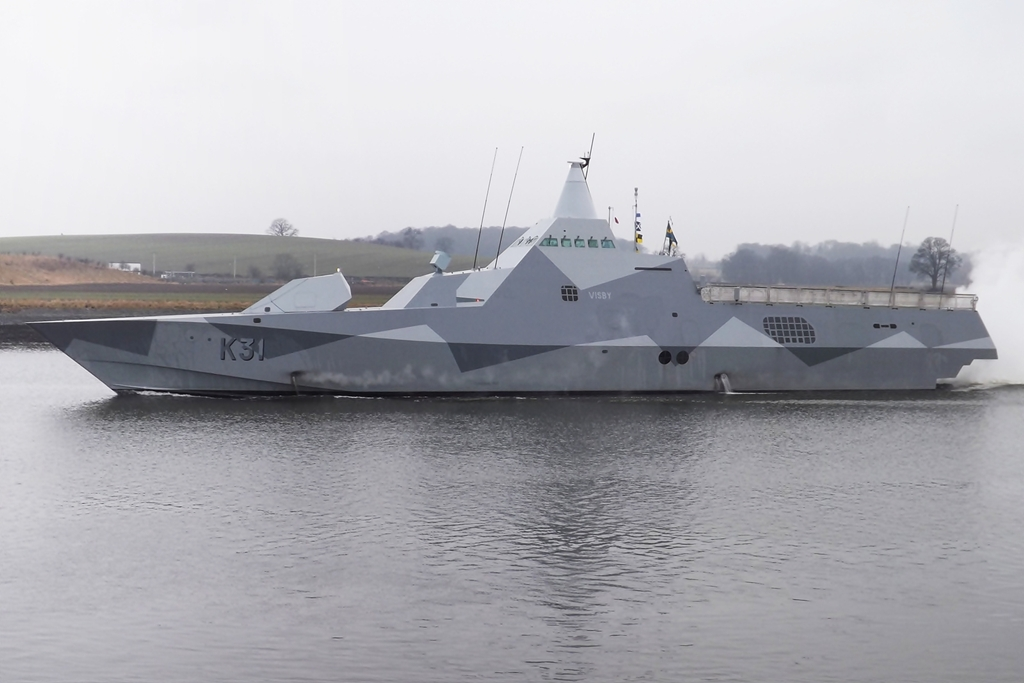
スウェーデン海軍のヴィスビュー級コルベット
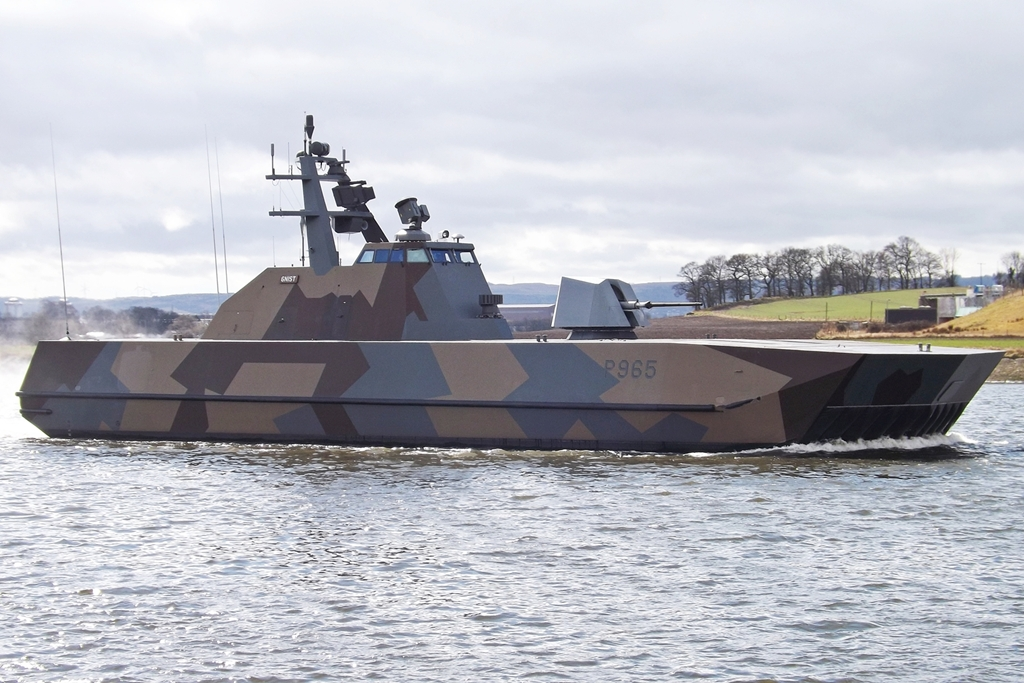
ノルウェー海軍のシェル級ミサイル艇
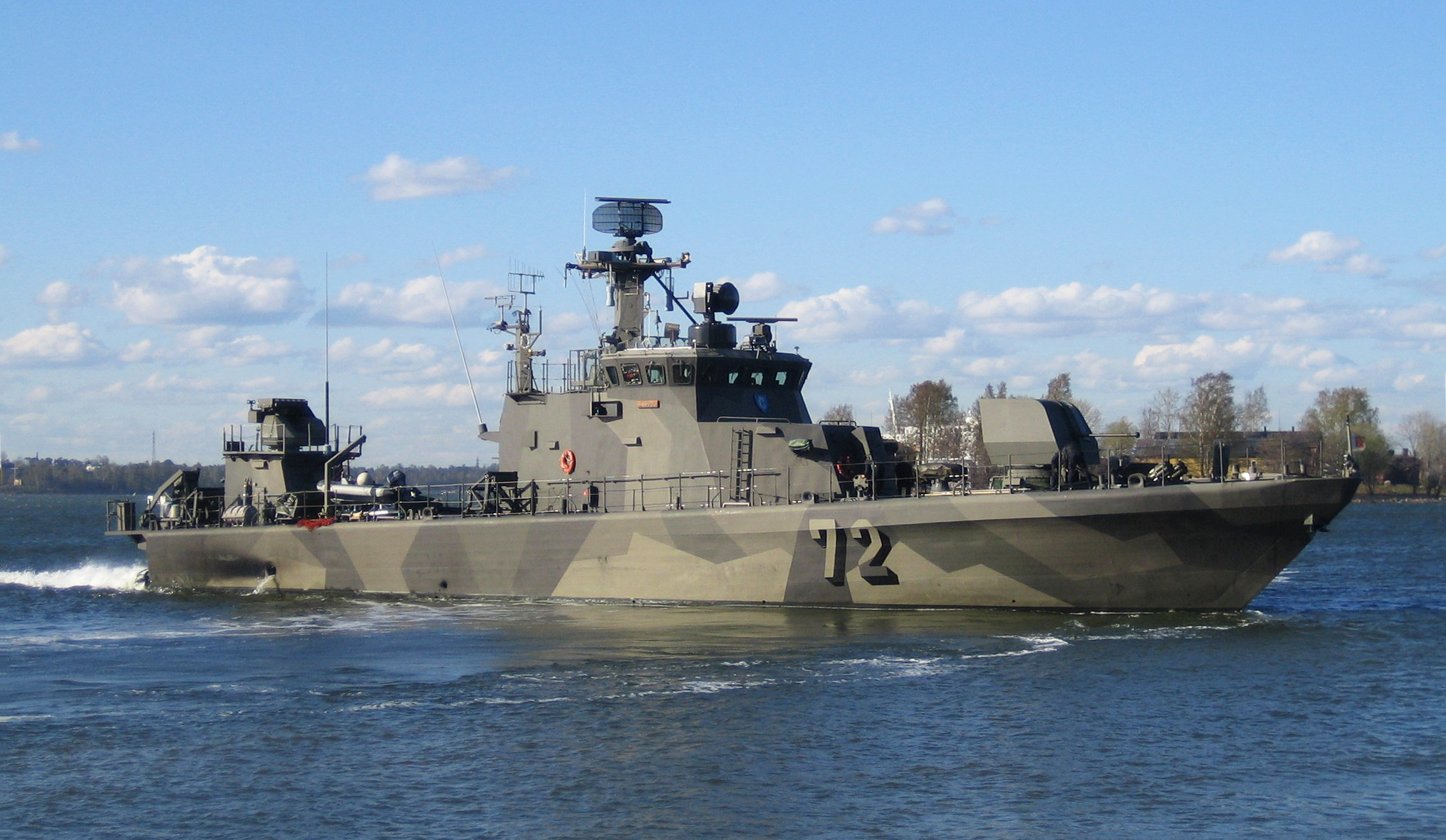
フィンランド海軍のラウマ級ミサイル艇
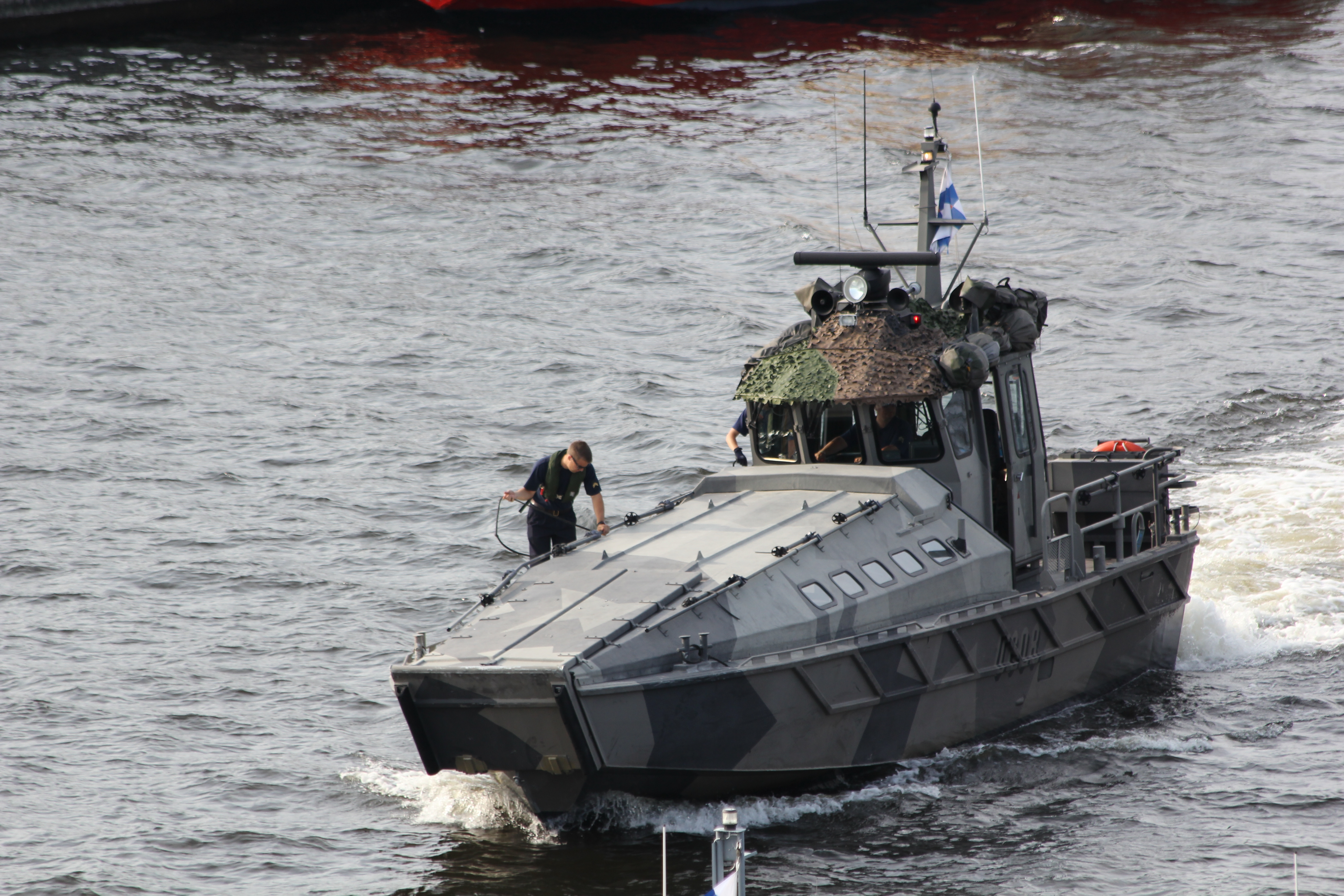
フィンランド海軍のユルモ型上陸用舟艇
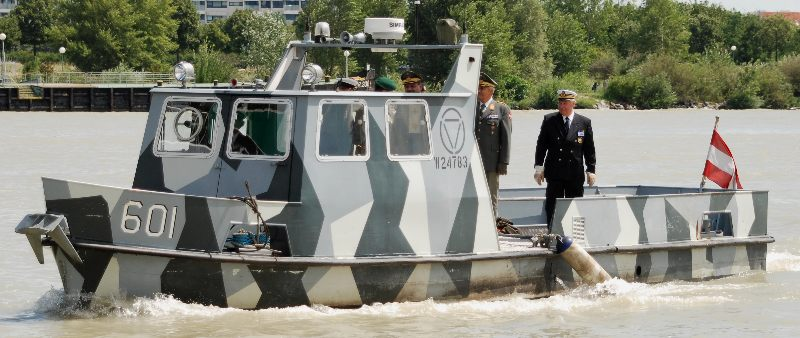
オーストリア陸軍の河川警備艇（オーベルスト・ブレヒト）

## 艦船以外
イギリス陸軍ではマチルダII歩兵戦車に、車両の輪郭や進行方向を誤認させるため直線で構成された迷彩を施していた。
1920年代のドイツでは戦闘服の迷彩パターンとして、ダズル迷彩と同類の "Splittertarnmuster" が研究されていた。このため艦船以外では英訳した "splinter pattern camouflage"（和訳：スプリンター迷彩）とも呼ばれる。
1970年代のアメリカ海軍は、明暗の異なる直線的なパターンを配置することで機体の姿勢や輪郭を認識しにくくする迷彩を研究していた。採用は見送られたが研究を依頼された航空画家のキース・フェリスにちなみ「フェリス迷彩」と呼ばれている。
ロシアでは一部戦闘機にフェリス迷彩風の塗装、装甲戦闘車両の一部に幾何学パターンの塗装を施している。
スウェーデン陸軍やブルガリア陸軍は戦闘服にスプリンター迷彩風の幾何学パターンを採用している。
オーストリアでは自動速度違反取締装置のレーダーがどの方向を向いているのかを判別し辛くする意図で、似たような迷彩が使用されている。
近年では自動車メーカーが、公式発表前の新モデルの開発ミュールを社外に出す際、公道走行中に撮影されてもスタイリング（造形デザイン）の詳細や視覚的印象がわかりにくいようカモフラージュする目的で、唐草模様やシマウマのようなパターンのシールを車体に貼ることが多い。2015年のF1世界選手権用に開発されたレッドブル・RB11は、他チームによる分析を難しくするためとされているが、迷彩を施して最初の公式走行となるヘレステストに持ち込んだ。

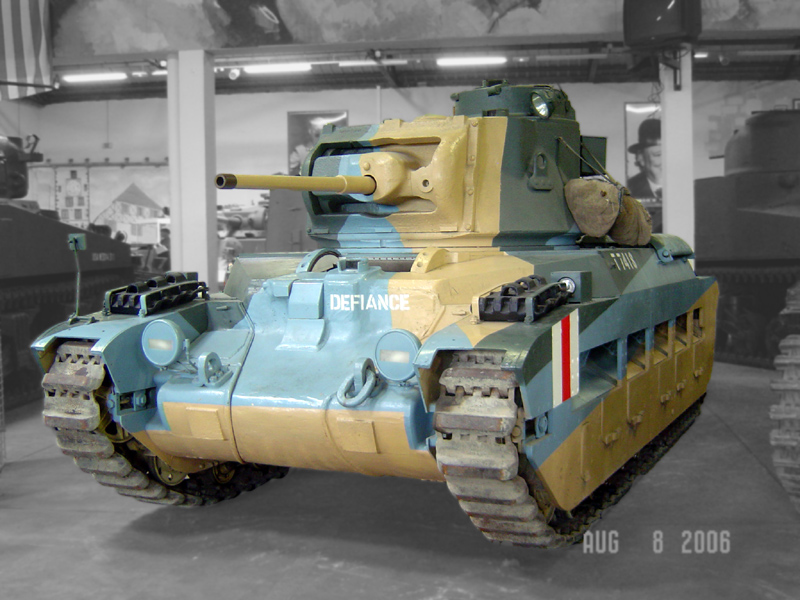
マチルダII歩兵戦車
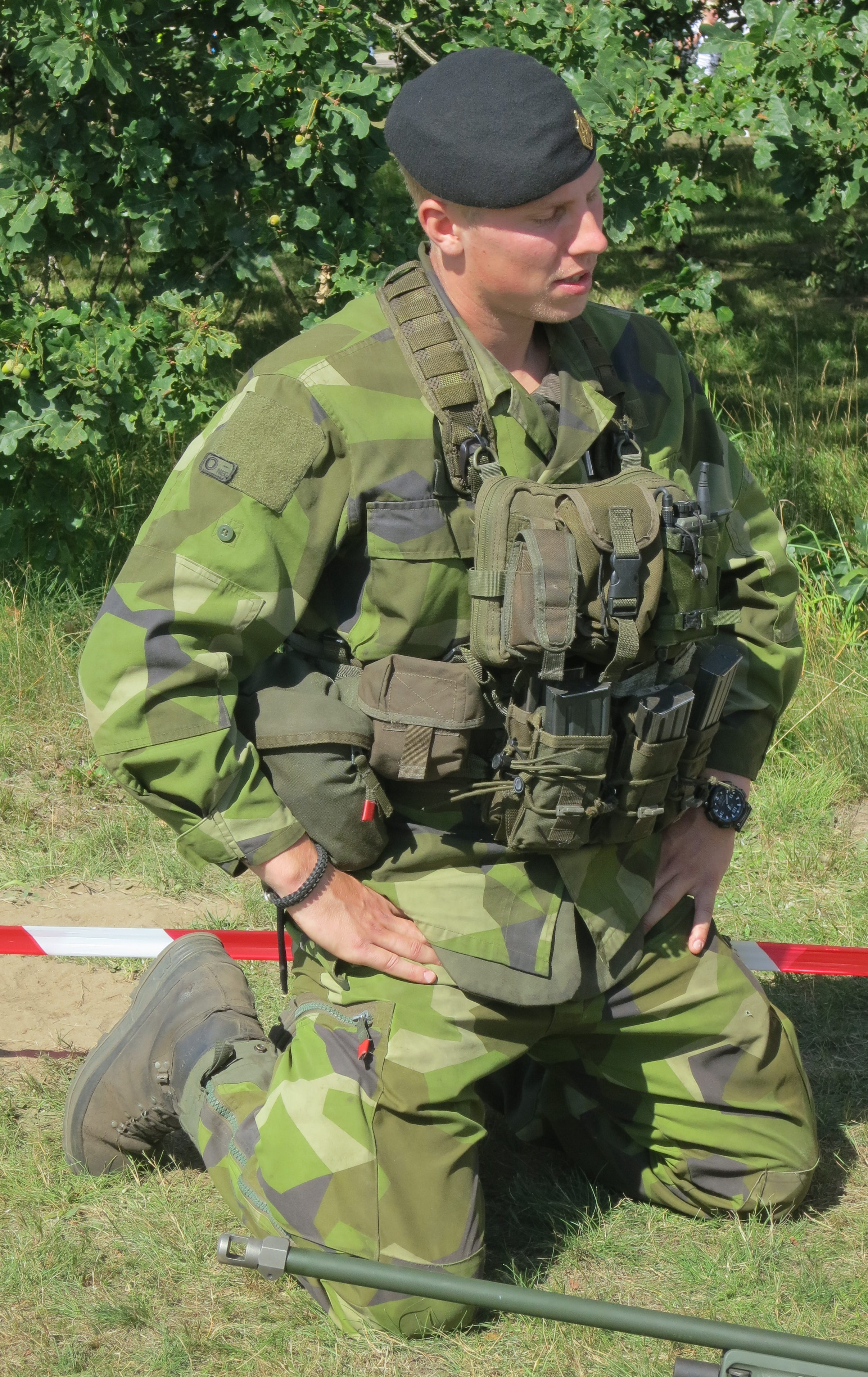
スウェーデン陸軍の戦闘服(M90迷彩)
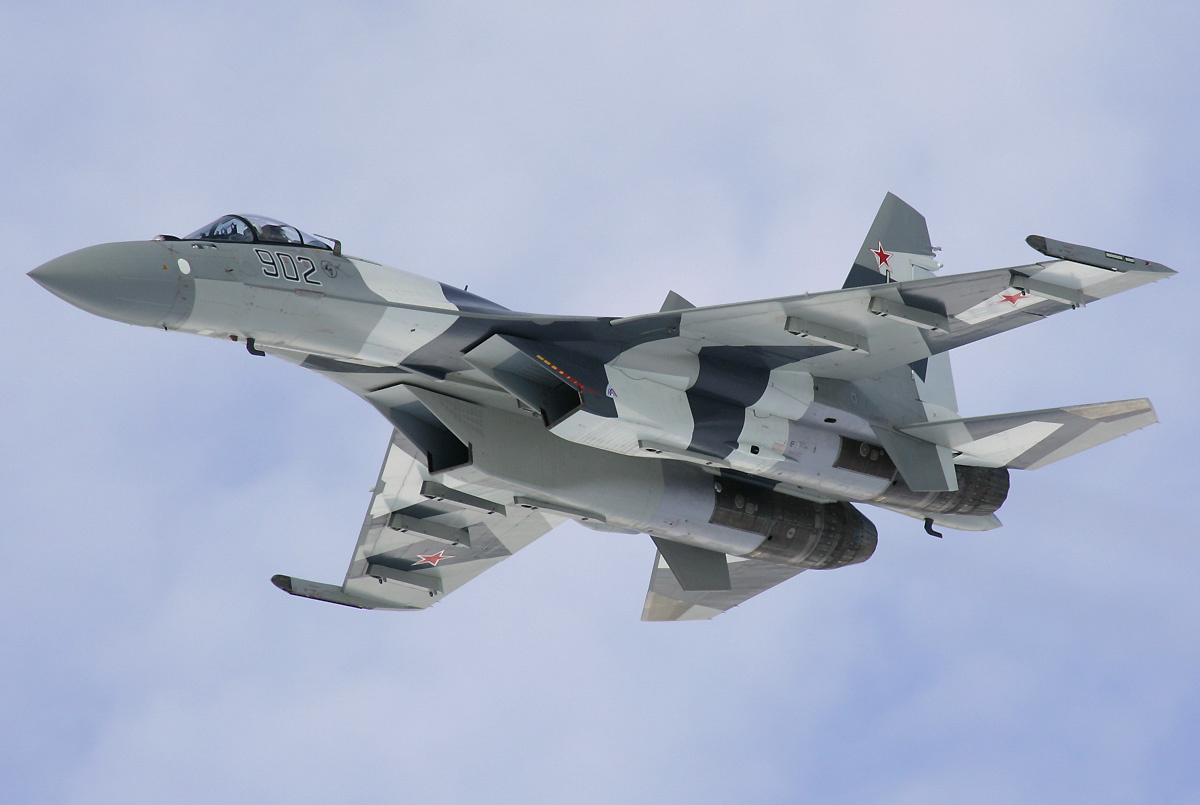
フェリス迷彩風の塗装を施したSu-35
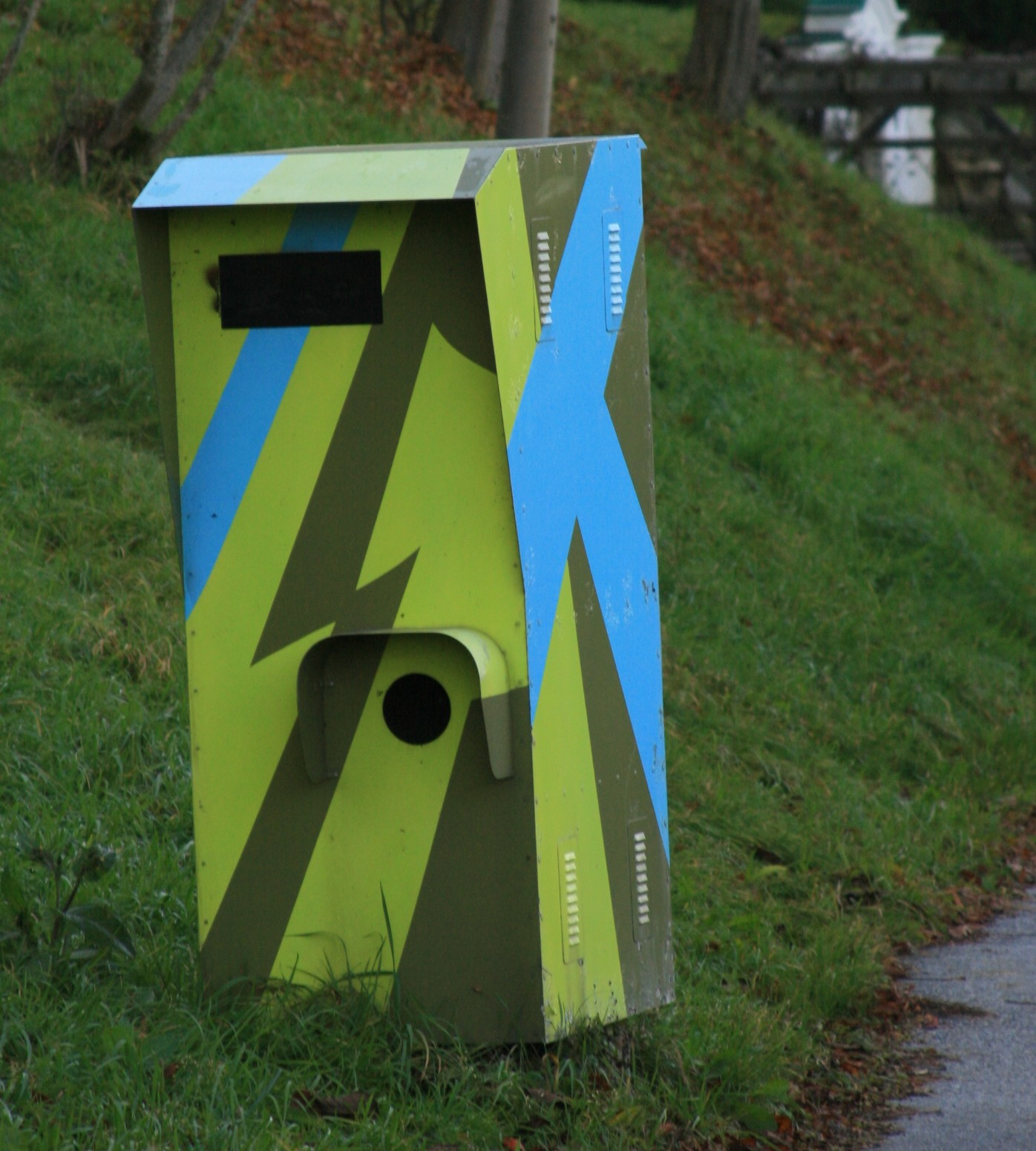
オーストリアの自動速度違反取締装置
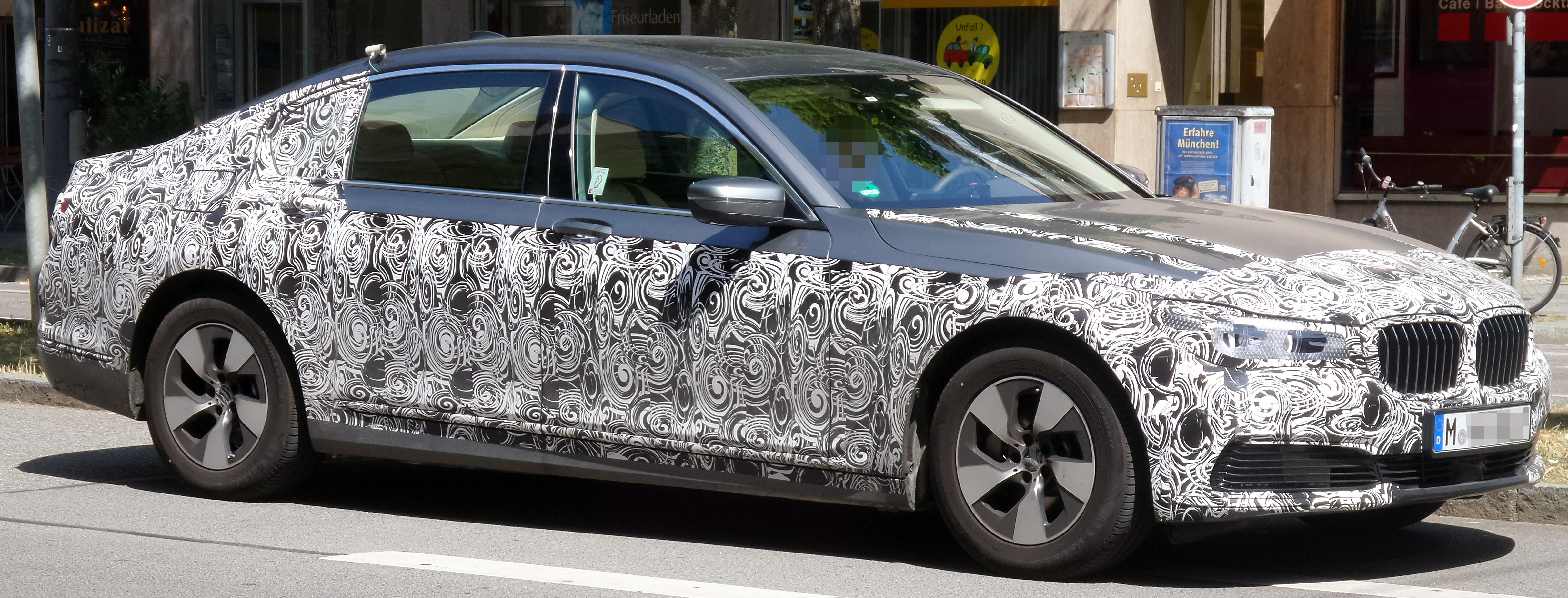
BMW G11の開発ミュール
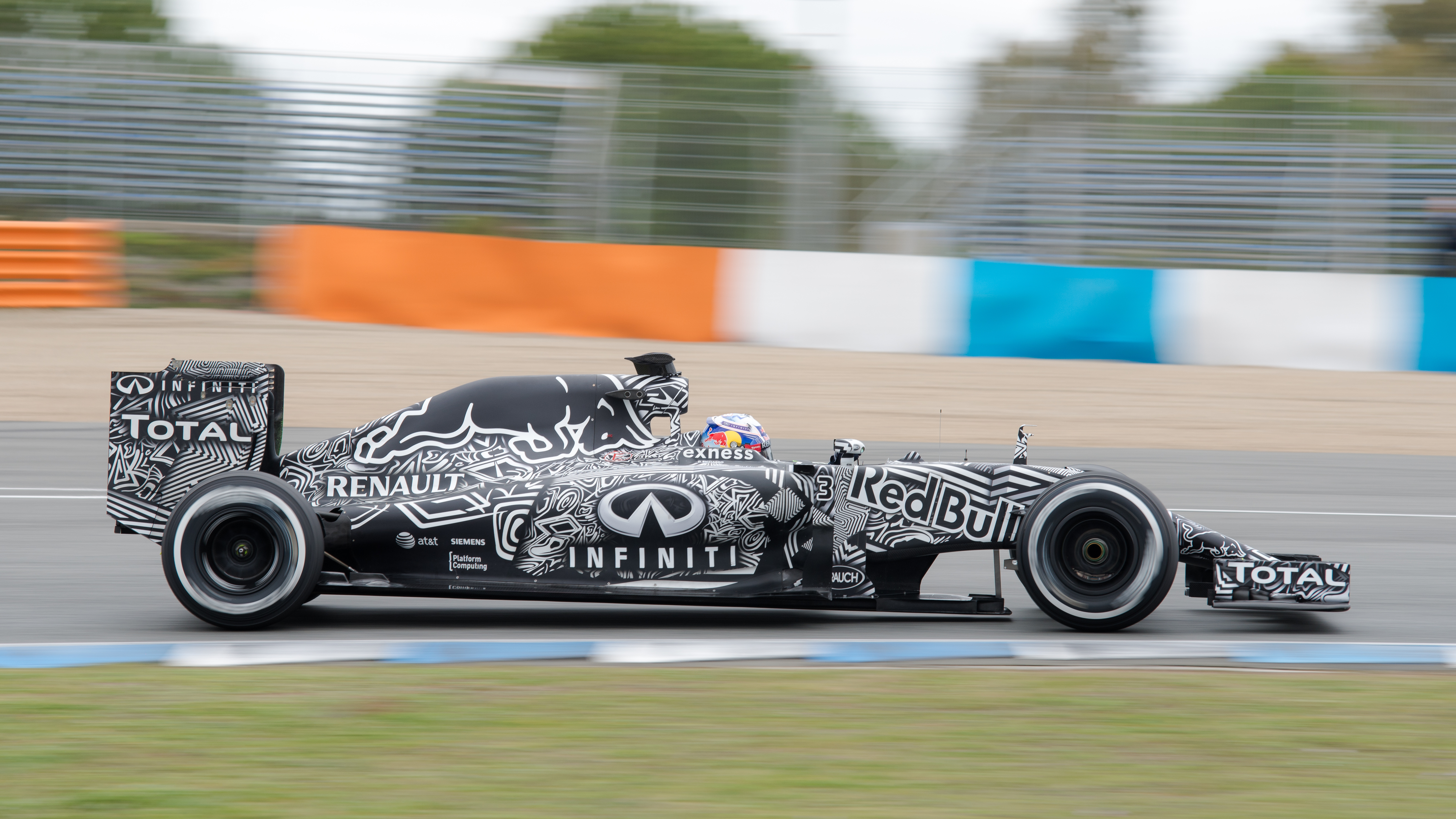
テスト走行中のレッドブル・RB11

## 美術との関連
著述家、アマチュア画家としても知られる元イギリス首相ウィンストン・チャーチルは、戦争では騙し合いは不可分なものであるとし「奇術のように独創的で悪意ある手法で敵を混乱させ、打ち倒す」と語ったことがある。
2007年にはロンドンの帝国戦争博物館の展示で「隠蔽」がテーマとなり、その中でダズル迷彩の進化も取り上げられた。スペイン人美術家パブロ・ピカソが、典型的なキュビズムの技法を用いているとして、現代の迷彩手法には自分も貢献していると考えていたとの記録がある。ピカソは、迷彩塗装された大砲がパリの通りを牽引されているのを見た後、友人であったアメリカの詩人ガートルード・スタインとの会話中にこの考えを述べたとされている。
2008年にはアメリカのロードアイランド・スクール・オブ・デザインのフリート・ライブラリ（海軍ライブラリ）が、再発見された第一次世界大戦当時のアメリカ商船の迷彩デザインのリトグラフ印刷455枚を展示した。これらのリトグラフは学校の卒業生でデザイナーのモーリス・L.フリーマンが1919年に寄贈したもので、当時のフリーマンはフロリダ州ジャクソンビルに臨時に設置された合衆国船舶院 (en:United States Shipping Board) で、迷彩デザイナーとして働いていたのである。再発見されたリトグラフの一部は2009年1月26日から3月29日まで「Bedazzled」としてロードアイランド・スクール・オブ・デザインのライブラリーで一般公開された。
イギリスのシンセポップ・デュオ（テクノポップバンド）オーケストラル・マヌーヴァーズ・イン・ザ・ダークが1983年に発表したアルバム「Dazzle Ships」において、ジャケットデザイン等のモチーフとされた。
2018年には、マーシャル諸島が発行した第一次世界大戦終結100周年記念切手シートに、ダズル迷彩を施した艦艇（グロアール、オリンピック、ウエスト・ショア、K-5、ネブラスカ。ただしグロアールは第二次大戦中の軍艦である）があしらわれた。